# 노르도르트인
노르도르트인(아이슬란드어: Norðurturninn)은 레이캬비크에 위치한 소매 및 사무용 건물이다. 높이는 62m, 층수는 15층이다. 그러나 최초 설계 당시에는 높이 110m, 28층이었다. 착공은 2007년에 시작되었지만, 2008~2011년 아이슬란드 금융위기로 인해 공사가 보류되었다. 2015년 4월 1일 공사가 재개되어 2016년 완공되었다.
아이슬란드의 은행인 아일랜드방키의 본사가 위치해있다.

## 같이 보기
- 아이슬란드의 마천루 목록